# F-型小行星
F-型小行星是一種相對來說比較罕見含有碳質的小行星類型，屬於C-群。 

## 特性
大致上與B-型小行星相似，但是在大約3 μm缺乏指示水化礦物的"水"吸收特徵，並且在低於0.4 μm的低波長紫外線部分是不同的。
F-型小行星和B-型小行星在SMASS分類的標準下是沒有區別的，所以在該分類計畫中是與B-型整合在一起。